# Zor Abu Dardah
Zor Abu al-Dardaa Nashmi (tiếng Ả Rập: زور أبو دردة النشمي) là một ngôi làng Syria nằm ở phó huyện của huyện Hama ở tỉnh Hama. Theo Cục Thống kê Trung ương Syria (CBS), Zor Abu Dardaa al-Nashmi có dân số 302 trong cuộc điều tra dân số năm 2004.